# Eliza Maria Harvey
Eliza Maria Harvey (Maitland, 24 de dezembro de 1838 — Gananoque, 6 de abril de 1903) foi uma fazendeira, escritora, produtora de manteiga canadense.